# Epinephelus merra
Epinephelus merra es una especie de peces de la familia Serranidae en el orden de los Perciformes.

## Morfología
Los machos pueden llegar alcanzar los 31 cm de longitud total.

## Distribución geográfica
Se encuentra desde Sudáfrica hasta la Polinesia Francesa.